# Wahl des Legislativ-Yuans der Republik China (Taiwan) 2012

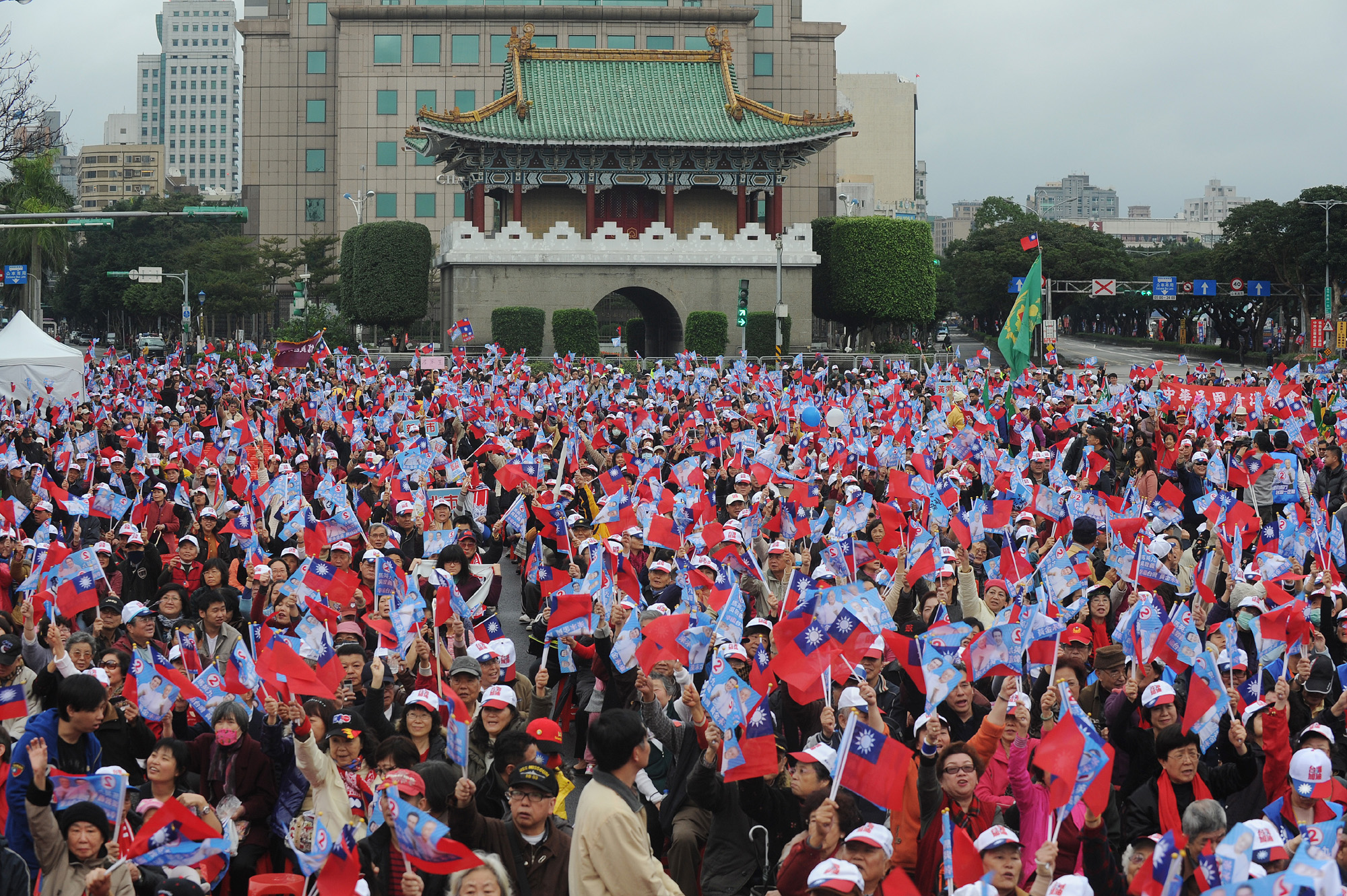
Wahlkampfveranstaltung der Kuomintang in Taipei am 8. Januar 2012, d. h. 6 Tage vor der Wahl

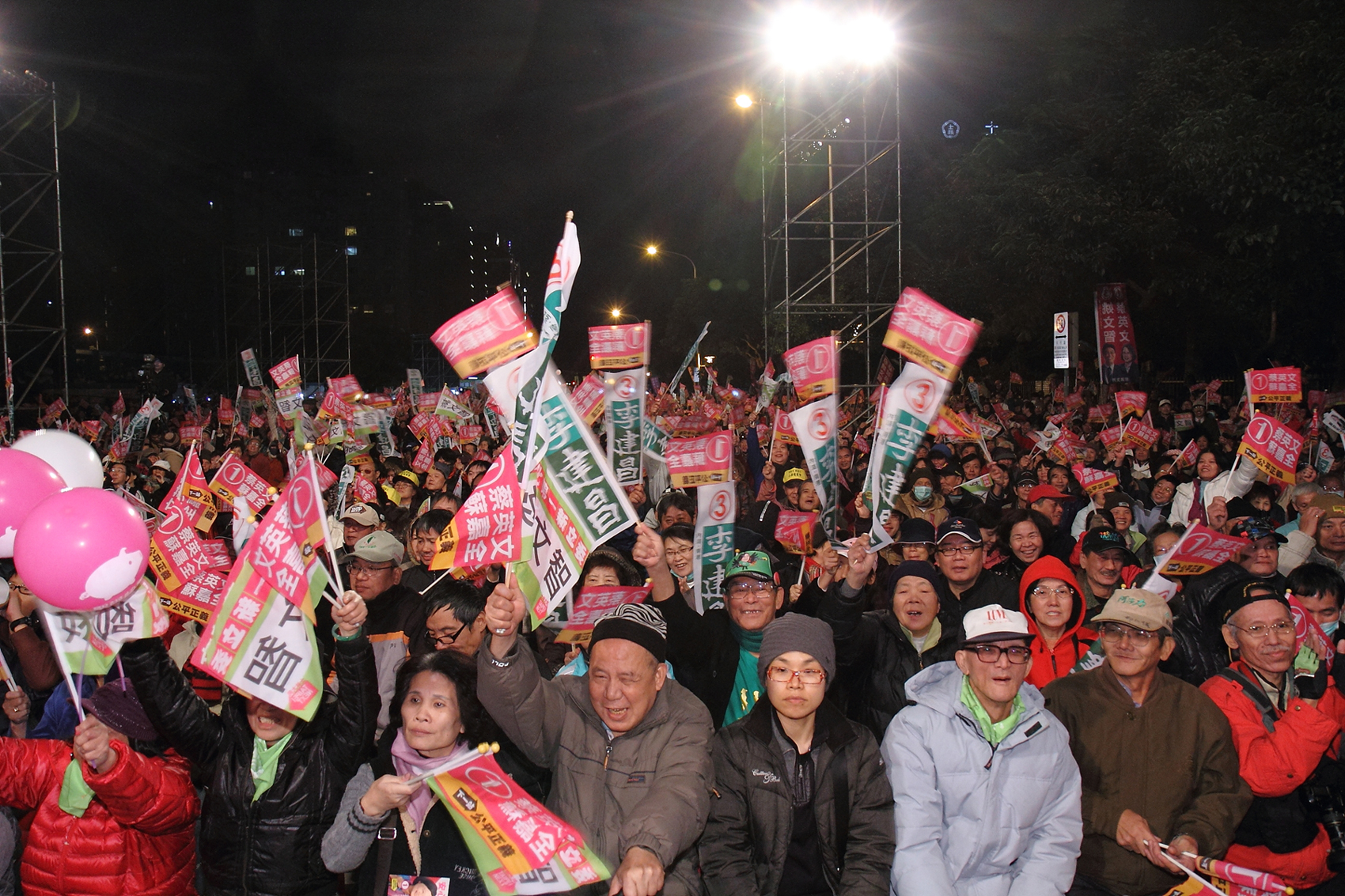
Wahlkampfveranstaltung der Demokratischen Fortschrittspartei (DPP) am 25. Dezember 2011

Die Wahlen zum Legislativ-Yuan der Republik China 2012 wurden am 14. Januar 2012 abgehalten. Am selben Tag fand auch die Präsidentenwahl statt. Es handelte sich um die insgesamt 15. Wahl eines Legislativ-Yuan in der Republik China auf Taiwan.

## Hintergrund
Die taiwanische Gesellschaft ist gespalten. Zum einen fühlt man sich der chinesischen Kultur zugehörig, zum anderen gibt es auch viele Befürworter einer vollständigen Unabhängigkeit Taiwans unter Aufgabe des Ziels der „Wiedervereinigung“ Chinas. Die Ein-China-Politik wird vorwiegend von den Parteien der pan-blauen Koalition (darunter der KMT) vertreten, der letztgenannte von den Parteien der pan-grünen Koalition (darunter als Hauptvertreterin die Demokratische Fortschrittspartei). Quer durch alle politischen Lager besteht jedoch Einigkeit, dass man sich nicht ohne weiteres der Volksrepublik China anschließen möchte (z. B. nach dem Modell Hongkongs), sondern dies nur unter demokratischen Vorzeichen tun will. Die Unabhängigkeitsbefürworter haben Sorge vor der Reaktion der Volksrepublik China, die mehr als einmal gedroht hat, dass eine formale Unabhängigkeitserklärung Taiwans den casus belli bedeuten würde und die auf Taiwan gerichtete, ballistische Raketen auf der anderen Seite der Taiwanstraße stationiert hat.

## Wahlrecht und Wahlprozedur
Die Wahlen fanden in 14.806 über das ganze Land verteilten Wahllokalen statt. Pro Wahllokal waren maximal 1.500 Wähler registriert. Insgesamt 198.136 Wahlhelfer beteiligten sich an der Organisation der Wahlen. Das Land ist in 73 Wahlkreise eingeteilt, in denen jeweils ein Abgeordneter gewählt wurde. 6 Abgeordnete wurden durch die indigene Bevölkerung Taiwans quasi als Minderheitenvertretung gewählt, 3 davon im Hochland und drei im Flachland durch 183.398 bzw. 171.548 Wahlberechtigte. Die restlichen 34 Sitze des insgesamt 113 Sitze umfassenden Parlaments wurden entsprechend dem landesweiten Stimmenanteil der Parteien über die Parteilisten aufgefüllt. Jeder Wähler hatte also 2 Stimmen, eine für den Wahlkreiskandidaten und eine für die Parteiliste, ähnlich wie im deutschen Wahlsystem. Laut Gesetz mussten dabei die Hälfte der auf den Parteilisten Nominierten Frauen sein. Es galt eine 5 %-Klausel, d. h. nur Parteien mit einem landesweiten Stimmenanteil über 5 % konnten Abgeordnete über die Parteilisten entsenden, es sei denn, sie hatten Wahlkreismandate gewonnen. Für die 73 Wahlkreismandate bewarben sich insgesamt 267 Kandidaten. Wahlberechtigt waren 18.086.455 Einwohner Taiwans. Um die verbleibenden 34 Listenplätze im Legislativ-Yuan bewarben sich 11 registrierte politische Parteien. Auch Auslands-Taiwaner waren hier wahlberechtigt.

## Ergebnisse

Sitzverteilung im neu gewählten Legislativ-Yuan:

| Partei/Parteienbündnis | Partei/Parteienbündnis                         | Stimmen    | Stimmen | Stimmen  | Mandate      | Mandate        | Mandate | Sitze  | Sitze | Sitze   |
| Partei/Parteienbündnis | Partei/Parteienbündnis                         | Anzahl     | in %    | +/- %    | Wahl- kreis- | Minder- heits- | Listen- | Anzahl | +/-   | in %    |
| ---------------------- | ---------------------------------------------- | ---------- | ------- | -------- | ------------ | -------------- | ------- | ------ | ----- | ------- |
|                        | Kuomintang (中國國民黨)                        | 5.863.379  | 44,55 % | −5,1 %p  | 44           | 4              | 16      | 64     | −7    | 56,6 %  |
|                        | Qinmindang (親民黨)                            | 722.089    | 5,49 %  | n.k.     | 0            | 1              | 2       | 3      | −6    | 2,7 %   |
|                        | Xindang (新黨)                                 | 195.960    | 1,49 %  | −1,8 %p  | 0            | 0              | 0       | 0      | −2    | 0 %     |
|                        | Unparteiische Solidaritätsunion (無黨團結聯盟) | –          | –       | –        | 1            | 1              | 0       | 2      | −1    | 1,8 %   |
|                        | Pan-blaue Koalition (泛藍陣營)                 | 6.781.428  | 51,15 % | −4,4 %p  | 44           | 5              | 18      | 69     | –16   | 61,1 %  |
|                        | Demokratische Fortschrittspartei (民主進步黨)  | 4.556.526  | 34,62 % | +11,5 %p | 27           | 0              | 13      | 40     | +13   | 35,4 %  |
|                        | Taiwanische Solidaritätsunion (台灣團結聯盟)   | 1.178.896  | 8,96 %  | +2,7 %p  | 0            | 0              | 3       | 3      | +3    | 2,7 %   |
|                        | Grüne Partei Taiwans (台灣綠黨)                | 229.566    | 1,74 %  | +1,1 %p  | 0            | 0              | 0       | 0      | ±0    | 0 %     |
|                        | Nationalversammlung von Taiwan (台灣國民會議)  | 118.632    | 0,9 %   | +0,9 %p  | 0            | 0              | 0       | 0      | ±0    | 0 %     |
|                        | Pan-grüne Koalition (泛綠陣營)                 | 6,083,620  | 46,22 % | +16,2 %p | 27           | 0              | 16      | 43     | +16   | 38,1 %  |
|                        | Unabhängige und andere Parteien                | 297.325    | 2,26 %  | ±0 %p    | 1            | 0              | 0       | 1      | ±0    | 0,9 %   |
|                        | Gesamt                                         | 13.162.373 | 100,0 % | —        | 73           | 6              | 34      | 113    | —     | 100,0 % |

Von den gewählten 113 Abgeordneten waren 75 Männer und 38 (33,6 %) Frauen. Das Durchschnittsalter der Gewählten lag bei 52,5 Jahren.

Ergebnisse in den 73 Wahlkreisen
Wahlkreisergebnisse in den 73 Wahlkreisen, die 6 durch die Ureinwohner und die 34 über Landeslisten gewählten Abgeordneten in hexagonaler Darstellung (Farben wie beschrieben)

## Bewertung
Im Ergebnis konnte die oppositionelle DPP im Vergleich zur letzten Wahl 2008 ihren Stimmenanteil deutlich steigern und die Zahl ihrer Parlamentsmandate um fast 50 % erhöhen. Trotzdem verblieb der regierenden Kuomintang weiterhin eine solide absolute Mehrheit der Sitze im neu gewählten Legislativ-Yuan. Bei der am selben Tag durchgeführten Präsidentenwahl zeigte sich dasselbe Bild. Hier konnte sich Spitzenkandidat Ma (KMT) gegen seine Herausforderin Tsai Ing-wen (DPP) durchsetzen. Sowohl die Präsidentschaft als auch der Posten des Ministerpräsidenten mit dem gesamten Kabinett blieben damit in den folgenden 4 Jahren in den Händen der Kuomintang.